# Леще (Радзейовський повіт)
Леще (пол. Leszcze) — село в Польщі, у гміні Пйотркув-Куявський Радзейовського повіту Куявсько-Поморського воєводства.